# Ozola spilotis
Ozola spilotis là một loài bướm đêm trong họ Geometridae.